# بيع الزوج
بيع الزوج كان سلوكًا تاريخيًا حيث تبيع الزوجة زوجها، وتبيعه عمومًا لزوجة جديدة، أو يبيع سيد العبيد أو سيد الإقطاعية الزوج في أسرة من العبيد، ويبيعه عمومًا لسيد جديد، أو بيع خدمات الآباء لسنوات تنفيذًا لحكم محكمة، ويوصف هذا السلوك في هذه الحالة ببيع الآباء (عادة ما يكون الزوج) أو عمليات البيع التي تقوم بها السلطة الدينية.

## بيع الزوجة زوجها
لم يذكر التاريخ الإنجليزي والتاريخ الإنجليزي المتفرق أكثر من خمس أو ست حالات لزوجات قمن ببيع أزواجهن في العلاقات الزوجية، مقارنة بما يقرب من 400 حالة متواترة لزوجات قام أزواجهن ببيعهن في العادات الإنجليزية. ولقد وقعت الحالات المعروفة لبيع الزوجات أزواجهن في القرن التاسع عشر.
يسير هذا السلوك بالتوازي جزئيًا ولكن ليس كليًا مع سلوك بيع الزوجات في نفس الدولة في إطار العلاقات الزوجية. ففي كلا السلوكين كان الزوج الحالي يبيع الطرف الآخر إلى زوج جديد وكان البيع يستتبع الطلاق من البائع والزواج من المشتري، هذا من ناحية. وكان البيع يتم أحيانًا بموجب عقد ولكن لم تكن تُعقد له أية مراسم على الإطلاق في أي من الحالات المعروفة. ويحتمل أن رد فعل القانون والمحاكم لتلك الحالات كان واحدًا بغض النظر عن النوع.
في جمهورية فيتنام (جنوب فيتنام سابقًا)، يقول تيوان ساك "إنه في عام 1969 يوجد حتى سيدات تبعن أزواجهن مقابل أموال قليلة (وكل هذا يوجد في الجرائد) لكنه يفترض أن هؤلاء الأشخاص ليسوا فيتناميين، أو لم يعودوا فيتناميين.

## بيع العبيد على يد السادة وإقطاعياتهم
في سياق العلاقة بين العبيد والسادة، في فيلادلفيا، في كاليفورنيا في القرن الثامن عشر، لم يكن البيع يتم غالبًا بناء على أو حسب توجيه السيد في حياته، ولكنه كان يتم أيضًا بناءً على توجيهات المورث. ولم يكن شائعًا أن يأمر المورثون بالاحتفاظ بالأزواج العبيد معًا. “وتمثل الإعلانات في جرائد فيلادلفيا الدليل على قيام العديد من مالكي [العبيد] ببيع الأزواج وإبعادهم عن زوجاتهم...; ولم يهتم معظمهم بتأثير ذلك على العبيد.” وفي بعض الأحيان عندما كان يتم بيع الزوج دون زوجته، كان السادة يجبرون الزوجات على اتخاذ أزواج جدد.
وحسب رواية دانيل ميدرز تزوجت المرأة الأمة «[عبدًا] ... ولكن سرعان» ما تم بيع الزوج بعد الزواج وإرساله بعيدًا. ولم أره مطلقًا بعد ذلك.
في فيرجينيا، في الفترة ما بين عامي 1772 إلى 1773، نظرت الكنيسة المعمدانية في شكوى مقدمة من شخص مفادها أن بيع الزوج العبد، الذي يؤدي إلى الانفصال عن الزوجة، لا يعد فعلاً مسيحيًا، وهو أمر لم تبت فيه محكمة المقاطعة.
كانت هناك قضية مرفوعة ضد أحد المرشحين السياسيين في ماساتشوستس عام 1799 ولكن هذا المرشح أنكرها.
في هايتي، عندما كان اسمها سان دومينيك، حرم قانون صدر عام 1685 عن العبودية "بيع [العبد] الزوج أو الزوجة بصورة منفصلة.”
في كولومبيا تحت الحكم الاستعماري الإسباني، لا سيما في الفترة ما بين عامي 1750 إلى 1826, ووفقًا لـ "دافيد إل تشاندلر"، سمح القانون الإسباني "للعبيد بأن يتزوجوا ويؤسسوا أسرة وإن كان ذلك لا يوافق هوى السيد... وحرم القانون... انفصال [الأسرة] من خلال البيع.... [S]eparation ومن ثم لم يكن انفصال أسرة العبيد أمرًا شائعًا جدًا. إذا تم الفصل بين زوجين ببيع أحدهما وانتقاله خارج المنطقة، يذكر تشاندلر، يجوز للزوج الآخر، ولو حتى بعد مرور 10 سنوات، أن يتقدم بالتماس للمحكمة يطلب فيه السماح للعبد الآخر أن يجد مشتريًا آخر للم شمل الزوجين معًا مرة أخرى; ولكن في بعض الحالات عندما كان يتم بيع الزوجة أولاً ثم الزوج بعدها، كانت تلك الحالات محل نزاع قضائي عامي 1802 و1806. ويذكر تشاندلر أنه في عام 1808 قام أحد الأسياد ببيع زوج عبد إلى سيد آخر؛ فاعترض العبد على انفصاله عن أسرته وقضت المحكمة بالسماح له بزيارة أسرته؛ وبعد خلاف بين العبد والسيد البائع، رفع السيد الذي باع الزوج "قضية ضد المالكة الجديدة... لإجبارها إما على بيع هذا العبد خارج المنطقة أو بيعه مرة أخرى إلى... [السيد الأول] ليتمكن من تهذيبه والسيطرة عليه جيدًا" ولكن قضت عليه المحكمة أن يبيع الزوجة الأمة إلى السيدة الأخرى أيضًا، حتى تتمكن الأسرة من العيش معًا ولا يقتصر الأمر على مجرد زيارات؛ ولقد تم الالتزام بحكم المحكمة.

## حالات البيع من أجل التقصير في إعالة الطفل
كان في بعض الأحيان يتم بيع الآباء، وفي حالات أخرى توصف عملية بيع عمل الآباء بدوام كامل طوال فترة زمنية معينة بأنها عمليات بيع الآباء؛ ويقول أحد الأشخاص إنه كان زوجًا ولم تكن قضيته تستلزم النزاع حول ذلك. فوفقًا لـ ريتشارد بي موريس، «عن إقامة دعوى لإنكار النسب، كان من الشائع في جميع أنحاء... كارولينا الجنوبية لبيع عمل الزوج لمدة أربع سنوات الأب المفترض جراء تقصيره في إعالة الطفل». وصف موريس «تخصيص وقت العامل الأبيض» نتيجة البيع بأنه «تخصيصًا كاملاً». وكانت أقصى مدة أربع سنوات وفي بعض الأحيان كان يتم فرض عدد سنوات أقل، ولكن وفقًا لموريس، قضت إحدى المحاكم ببيع عمل الرجل لمدة عشر سنوات. ووفقًا لموريس، كان هؤلاء الآباء «رجال بيض فقراء وحمقى». ولقد ذكر أحد المُدعى عليهم أنه كان زوجًا وأن هذا الطفل لا ينسب لفراش الزوجية، ولكن تمت إدانته على أية حالة. وتتم عمليات البيع هذه بموجب قانون تم تفعيله عام 1839 ثم أُلغي عام 1847، واستبدل بمعاملة هذا الفعل كجنحة.

## حالات البيع وفقًا لتوجيهات دينية
كانت كراهية الزوجة هي الوسيلة لإجبار الزوج على أن يصبح عبدًا. في الكنيسة المسيحية في العصور الوسطى، وفقًا لفريدريك بيجبير عام 1909، "إذا هجر أي شخص زوجته ورفض التصالح معها، فإنه يكون بذلك قد سمح لنفسه بأن يوضع في السجن لصالح المدينين، ويصبح عبدًا للأبد على خلفية كراهيته لزوجه. وإذا شوهد متمتعًا بحريته في أي وقت، فيجب أن يتم بيعه مرة أخرى.
في هذه الكنيسة نفسها، ووفقًا لـ بيجبير، "هناك طريقة واحدة["لتصبح عبدًا"] وهي أن يبيع المرء نفسه بسبب الفقر. وقد يحدث أن يتورط الزوجان في هذا الفعل بحيث يضطر الزوج لبيع نفسه ويتم ذلك بموافقة الزوجة. وبهذه الطريقة يوفر الزوج لنفسه سبل العيش، وبالمال المكتسب من البيع يجعل زوجته في موقفٍ يقيها التضور جوعًا.. ولقد قضى أحد المجمعات الكنسية في باريس مع بداية القرن السابع، أنه إذا باع الرجل الحر نفسه ثم تمكن من إعادة دفع مال الشراء فمن حقه أن يعود إلى حالته السابقة. ولم يكن مسموحًا أن تتم مطالبته بمبلغ أكبر من المبلغ المدفوع له.
ووفقًا لبيجبير، صدر قرار كنسي في فيرميرا في القرن الثامن ينص على أنه في حالة بيع الزوج العبد فينبغي تثبيط الزوجين عن الزواج مرة أخرى، "وإذا انفصل العبد نتيجة البيع عن زوجته، التي هي أيضًا أمة، فينبغي أن يتم حثهما على البقاء هكذا (i. e., وألا يتزوجا ثانيةً) في حالة إخفاقنا في لم شملهما.”
إذا لم يقم العبد المتزوج بشراء حريته، أي، لم يتم بيع العبد الزوج ليصبح حرًا، فيمكن لزوج العبد المتمتع بحريته أن يتزوج مرة أخرى، بناءً على أمر من الكنيسة، إذا تم تزويج الزوجين السابقين من خلال سيد واحد؛ ووفقًا لبيجبير، "إذا تزوج عبدان على يد سيدهما المشترك، ثم حصل أحدهما لاحقًا على حريته، فيحق لهذا الزوج أن يتزوج ثانيةً، إذا تعذر شراء حرية الزوج الآخر.”

## الثقافة الشعبية
لقد تم تصوير بيع الزوجة زوجها في الثقافة الشعبية عام 1960 في مسرحية من تأليف فرانسوا بيلتدو Le Comportement des époux Bredburry (sic), حيث قامت سيدة ببيع زوجها إلى أرملة ويدعي مؤلف المسرحية أنه شاهد إعلانًا كهذا في «جريدة أمريكية». ويذكر الشعر الشعبي الصوفي الأصلي «الملكة ليلا الحمقاء التي 'باعت' زوجها لخادمتها لمدة ليلة من أجل الحصول على عقد خرافي»، الأمر الذي يتطلب قيام الملكة بالتطهر.